# Henderson (Teksas)
Henderson je grad u američkoj saveznoj državi Teksas. Prema popisu stanovništva iz 2010. u njemu je živjelo 13.712 stanovnika.